# 오스만령 시리아

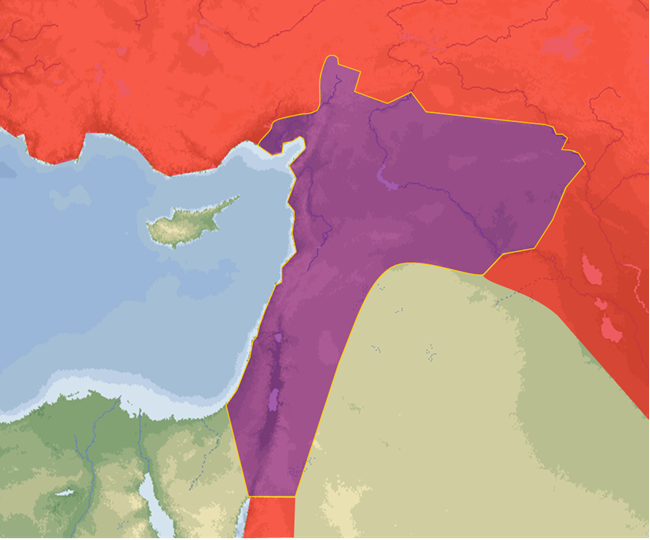
오스만 통치시기 시리아

오스만 시리아는 레반트 내 오스만 제국의 영역을 말하며, 보통 지중해 동쪽, 유프라테스강 서쪽, 아라비아 사막 북쪽, 토로스산맥 남쪽 지역으로 정의된다.
오스만 시리아는 16세기 초 다마스쿠스 에야레트의 단일 에야레트(주)로 맘루크족으로부터 정복하면서 오스만족이 조직하게 되었다. 1534년 알레포 에야레트는 별도의 행정으로 분할되었다. 트리폴리 에야레트는 1579년 다마스쿠스 지방에서 형성되었고, 이후 아다나 에야레트는 알레포에서 분리되었다. 1660년 사페드의 에야레트가 설치되고 얼마 지나지 않아 시돈 에야레트으로 개칭되었으며, 1667년 레바논 에미리트 산은 시돈 지방 내에서 특별 자치 지위를 부여받았으나 1841년 폐지되고 1861년 레바논 무타사리프 산으로 재구성되었다. 1864년 탄지마트 개혁 이후 시리아의 시아파인 빌라예트, 알레포 빌라예트, 베이루트 빌라예트로 탈바꿈하였다. 마침내 1872년 예루살렘의 무타사리프령(Mutasarrifate)가 시리아 빌라예트에서 특별한 지위를 가진 자치행정부로 분할되었다.

## 같이 보기
- 시리아 아랍 왕국
- 시리아의 역사
- 점령 적지 행정부
- 사이크스–피코 협정